# Championnat du Gabon de football 2013-2014
Navigation
Saison précédente Saison suivante
Le championnat du Gabon de football 2013-2014 est la trente-huitième édition du championnat du Gabon. Les quatorze meilleures équipes du pays sont regroupées au sein d'une poule unique où elles s;affrontent à deux reprises, à domicile et à l'extérieur. En fin de saison, les deux derniers du classement sont relégués et remplacés par les deux meilleurs clubs de deuxième division.
C'est l'AS Mangasport qui est sacré cette saison après avoir terminé en tête du classement final, ne devançant le CF Mounana qu'à la différence de buts. Le tenant du titre, l'US Bitam, complète le podium à deux points du duo de tête. Il s'agit du septième titre de champion du Gabon de l'histoire du club.
Le club de l'AC Bongoville est rétrogradé après avoir déclaré forfait lors de la 24e journée et sa décision de se retirer du championnat pour des raisons internes.

## Les participants
Légende des couleurs
- Qualifié pour la Ligue des champions de la CAF 2014
- Promu

| Club                    | Ville       | Classement 2012-2013 | Stade                | Capacité |
| ----------------------- | ----------- | -------------------- | -------------------- | -------- |
| AC Bongoville           | Bongoville  | 9                    | Stade de Bongoville  | 2 500    |
| AS Mangasport           | Moanda      | 3                    | Stade Henri Sylvoz   | 9 500    |
| AS Pélican              | Lambaréné   | 6                    | Stade Jean Nkoumou   | 500      |
| AS Solidarité           | Port-Gentil | 12                   | Stade Piere Claver   | 4 000    |
| AO Cercle Mberi Sportif | Libreville  | 5                    | Stade de Monédan     | 4 000    |
| CF Mounana              | Mounana     | 2                    | Stade de Monédan     | 4 000    |
| FC Sapin                | Akanda      | 7                    | Stade de Nzeng-Ayong | 500      |
| Missile FC              | Libreville  | 8                    | Stade de Monédan     | 4 000    |
| US O'Mbila Nziami       | Libreville  | 11                   | Stade de Monédan     | 4 000    |
| Faucons FC              | Libreville  | 10                   | Stade Idriss Ngari   | 500      |
| US Bitam                | Bitam       | 1                    | Stade Gaton Peyrille | 2 000    |
| US Oyem                 | Oyem        | 4                    | Stade Akouakam       | 500      |
| Port-Gentil FC          | Port-Gentil | 1 (D2)               | Stade Pierre Claver  | 4 000    |
| OC Nyanga               | Tchibanga   | 2 (D2)               | Stade Dialogue       | 1 000    |

## Compétition

### Règlement
Le classement du championnat est calculé avec le barème de points suivant :
- Victoire : 3 points
- Match nul : 1 point
- Défaite, abandon ou forfait : 0 point

Deux tickets sont distribués pour les compétitions africaines :
- Le champion se qualifie pour la Ligue des champions de la CAF 2014
- Le vainqueur de la coupe nationale se qualifie pour la Coupe de la confédération 2014. Si le vainqueur de la coupe nationale est déjà qualifié pour la Ligue des champions, le finaliste de la Coupe prend sa place.

### Classement
| Rang | Équipe                  | Pts | J  | G  | N  | P  | Bp | Bc | Diff |
| ---- | ----------------------- | --- | -- | -- | -- | -- | -- | -- | ---- |
| 1    | AS Mangasport           | 50  | 26 | 13 | 12 | 1  | 43 | 16 | +27  |
| 2    | CF Mounana C            | 50  | 26 | 14 | 8  | 4  | 43 | 26 | +17  |
| 3    | US Bitam T              | 48  | 26 | 14 | 7  | 5  | 30 | 19 | +11  |
| 4    | Missile FC              | 47  | 26 | 12 | 11 | 3  | 33 | 18 | +15  |
| 5    | FC Sapins               | 47  | 26 | 13 | 8  | 5  | 38 | 25 | +13  |
| 6    | AO Cercle Mberi Sportif | 37  | 26 | 10 | 7  | 9  | 30 | 26 | +4   |
| 7    | US Oyem                 | 35  | 26 | 10 | 5  | 11 | 29 | 30 | -1   |
| 8    | US O'Mbila Nziami       | 33  | 26 | 9  | 6  | 11 | 33 | 38 | -5   |
| 9    | AS Pélican              | 30  | 26 | 7  | 9  | 10 | 26 | 30 | -4   |
| 10   | AS Solidarité           | 30  | 26 | 7  | 9  | 10 | 23 | 31 | -8   |
| 11   | Port-Gentil FCP         | 26  | 26 | 7  | 5  | 14 | 16 | 25 | -9   |
| 12   | AC Bongoville           | 23  | 26 | 5  | 8  | 13 | 24 | 45 | -21  |
| 13   | Faucons FC              | 18  | 26 | 4  | 6  | 16 | 19 | 40 | -21  |
| 14   | OC NyangaP              | 17  | 26 | 4  | 5  | 17 | 28 | 46 | -18  |

|  | Qualification pour la Ligue des champions de la CAF 2015               |
|  | Qualification pour la Coupe de la confédération 2015                   |
|  | Relégation directe en deuxième division                                |
|  | Rétrogradation pour raisons financières                                |
|  | T : Tenant du titre C : Vainqueur de la Coupe du Gabon P : Promu de D2 |

## Bilan de la saison
| Championnat du Gabon de football 2013-2014                        |                          |
| Champion                                                          | AS Mangasport (7e titre) |
| Coupes et trophées                                                |                          |
| Vainqueur de la Coupe du Gabon 2013-2014                          | CF Mounana               |
| Qualifications continentales                                      |                          |
| Ligue des champions de la CAF 2015                                | AS Mangasport            |
| Coupe de la confédération                                         | CF Mounana               |
| Promotions et relégations                                         |                          |
| Promus en Championnat du Gabon de football                        | FC 105 Libreville        |
| Promus en Championnat du Gabon de football                        | Stade Migovéen           |
| Relégués en Championnat du Gabon de football de deuxième division | AC Bongoville            |
| Relégués en Championnat du Gabon de football de deuxième division | OC Nyanga                |